# مجید ابراهیمی
مجید ابراهیمی از سیاستمداران ایرانی بود، که در دوره‌های  نوزدهم و  بیستم بعنوان نماینده کرمان  در مجلس شورای ملی حضور داشت.